# Tetramethyltin
Tetrametyltin (còn gọi là thiếc tetrametyl hoặc tetrametylstannan) là một hợp chất cơ kim có công thức {\displaystyle {\ce {(CH3)4Sn}}}. Chất lỏng này là một trong những hợp chất cơ kim của thiếc đơn giản nhất, rất hữu ích cho quá trình chuyển đổi qua trung gian kim loại của chloride axit thành metyl ketone và aryl halide thành aryl mettyl ketone.

## Điều chế
Tetrametyltin được điều chế từ phản ứng hóa học của thuốc thử Grignard metylmagie iodide với thiếc tetrachloride (được tổng hợp bằng cách cho kim loại thiếc phản ứng với khí clo):
{\displaystyle {\ce {4 CH3MgI + SnCl4 -> (CH3)4Sn + 4 MgICl}}}

## Cấu trúc
Tetrametyltin có cấu trúc tứ diện, tương tự như neopentan, 4 nhóm metyl liên kết với nguyên tử thiếc ở trung tâm của tứ diện.

## An toàn sử dụng
Tetrametyltin là chất lỏng dễ bay hơi và độc hại, vì vậy cần cẩn thận khi sử dụng nó trong phòng thí nghiệm.